# Museu de Cultures del Món
El Museu de Cultures del Món és un museu especialitzat en la història de diverses cultures d'arreu del món que ocupa el Palau Nadal (carrer de Montcada, 14), antiga seu del Museu Barbier-Mueller d'Art Precolombí de Barcelona, així com el Palau del Marquès de Llo, anterior seu del Museu del Disseny, al carrer de Montcada, 12. Va ser inaugurat a principis de 2015 i s'hi exhibeixen les col·leccions no occidentals del Museu Etnològic de Barcelona i la Col·lecció Folch, així com peces provinents d'altres fons privats, Des del 2018 s'ha integrat en el Museu Etnològic i de Cultures del Món.

## Història

### Origen de les col·leccions
El 1949 l'Ajuntament de Barcelona va inaugurar el Museo Etnológico y Colonial de Barcelona amb August Panyella com a director. Els fons d'aquest primer museu procedien de l'expedició de l'Instituto de Estudios Africanos de 1948, de la Junta de Museus de Barcelona de 1949 i de les seccions d'Etnologia del Museu Arqueològic de Catalunya i del Museu Martorell. Un cop inaugurat, les col·leccions es van nodrir fonamentalment de les campanyes d'expedicions etnogràfiques realitzades pel Museu a càrrec dels pressupostos de l'Ajuntament de Barcelona. Entre 1952 i el 1976 es portaren a terme un total de 22 campanyes, moltes d'elles en estreta col·laboració entre l'Ajuntament de Barcelona i la Fundació Folch.
Des dels anys cinquanta, Albert Folch havia reunit una important col·lecció d'art aplegada durant els seus viatges per diferents indrets del món i per adquisicions a les principals galeries d'art internacionals. A partir de l'any 1975 es va crear la Fundació Folch per gestionar la col·lecció i per promoure l'estudi i la divulgació de les cultures que hi són representades. Els fons van ser reunits per Folch en col·laboració amb Eudald Serra, que es va encarregar de l'assessorament referent als objectes i les adquisicions. Folch també va sufragar parcialment algunes de les expedicions del Museu Etnològic i una part dels objectes van passar a formar part dels fons del Museu. La fundació va promoure diverses exposicions i publicacions d'obres especialitzades sobre art no europeu.
El 2010 Albert Folch va cedir -per un període de 20 anys- la seva col·lecció a l'Ajuntament de Barcelona, qui va començar unes obres d'adaptació al Museu Etnològic per encabir-les. L'anunci del futur tancament del Barbier-Mueller, va fer replantejar el projecte i pensar en la necessitat de crear un nou equipament al Carrer de Montcada.

### Anunci d'un nou museu
El Museu Barbier-Mueller d'Art Precolombí de Barcelona va tancar les portes el mes de setembre de 2012. Poques setmanes després, l'octubre de 2012, Jaume Ciurana va presentar a la premsa un nou projecte de museu, que portaria el nom de Museu de Cultures del Món i que ocuparia el palaus Nadal i del Marquès de Llo. La remodelació arquitectònica aniria a càrrec de Tomás Morató i Jaume Arderiu i el cost de les obres d'adequació va ser de 4.195.000 euros.

### Conceptualització
La conceptualització del museu va comptar amb l'assessorament de diversos experts d'arreu del món, entre els quals destaquen Maria Dolors Soriano, conservadora del Museu Etnològic de Barcelona, Ricard Bru, Nicholas Thomas (Universitat de Cambridge) o Pierre Cambon del Museu Guimet de París. Els especialistes han fet estudis i valoracions de les peces de les col·leccions a partir dels quals s'ha concretat el discurs museogràfic que es presentarà a l'exposició permanent, assessorant sobre aspectes concrets del contingut de l'exposició.

## Projecte expositiu
L'exposició permanent del Museu també presentarà obres procedents de la Fundació Arqueològica Clos i la Col·lecció Duran/Vall-llosera. En aquest sentit, és voluntat expressa del Museu de Cultures del Món mantenir un diàleg permanent amb el col·leccionisme privat amb vocació de projecció pública i social.

### Exposició permanent

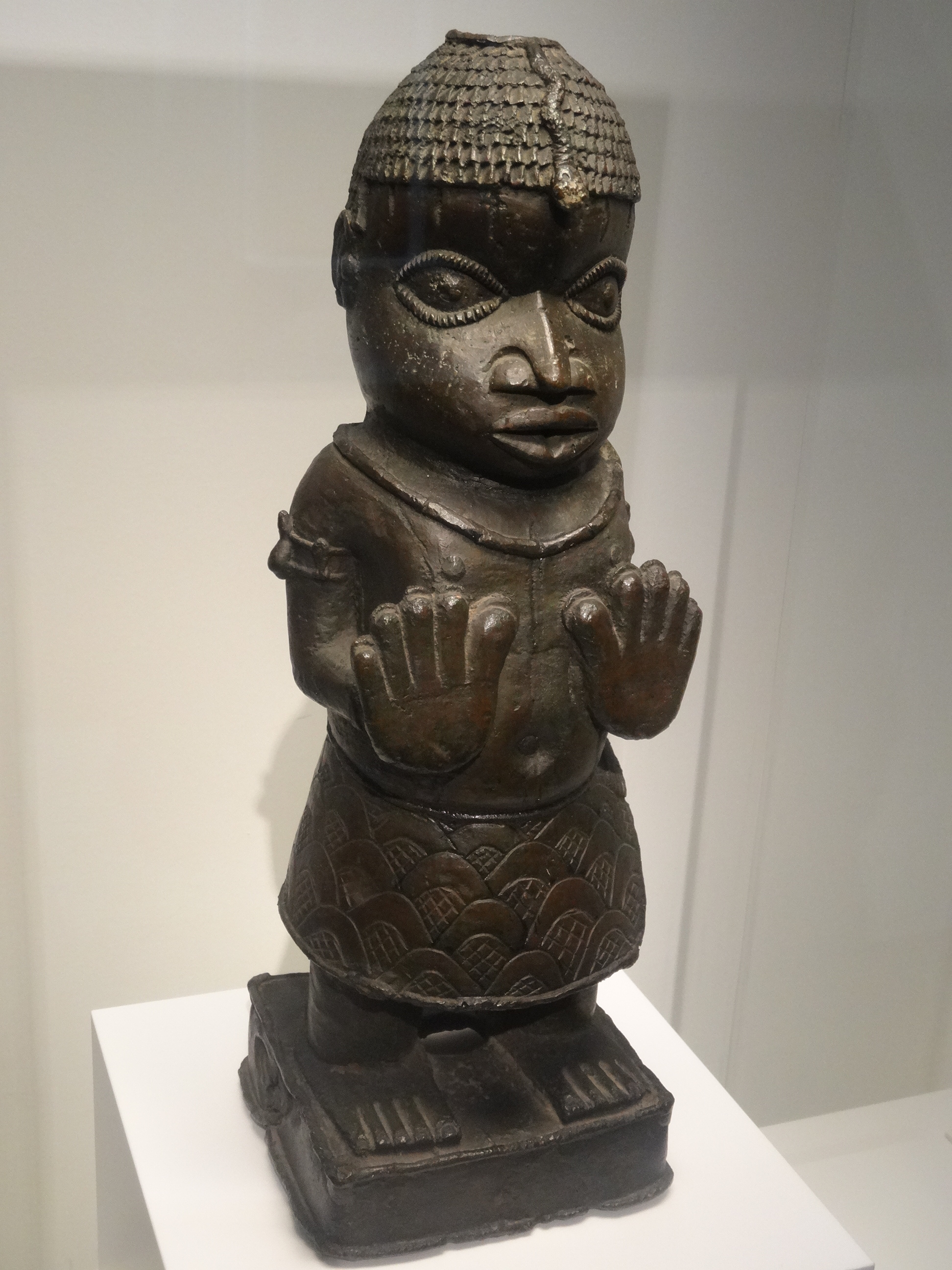
Figura amb els palmells de la mà aixecats, de l'antic regne de Benín.

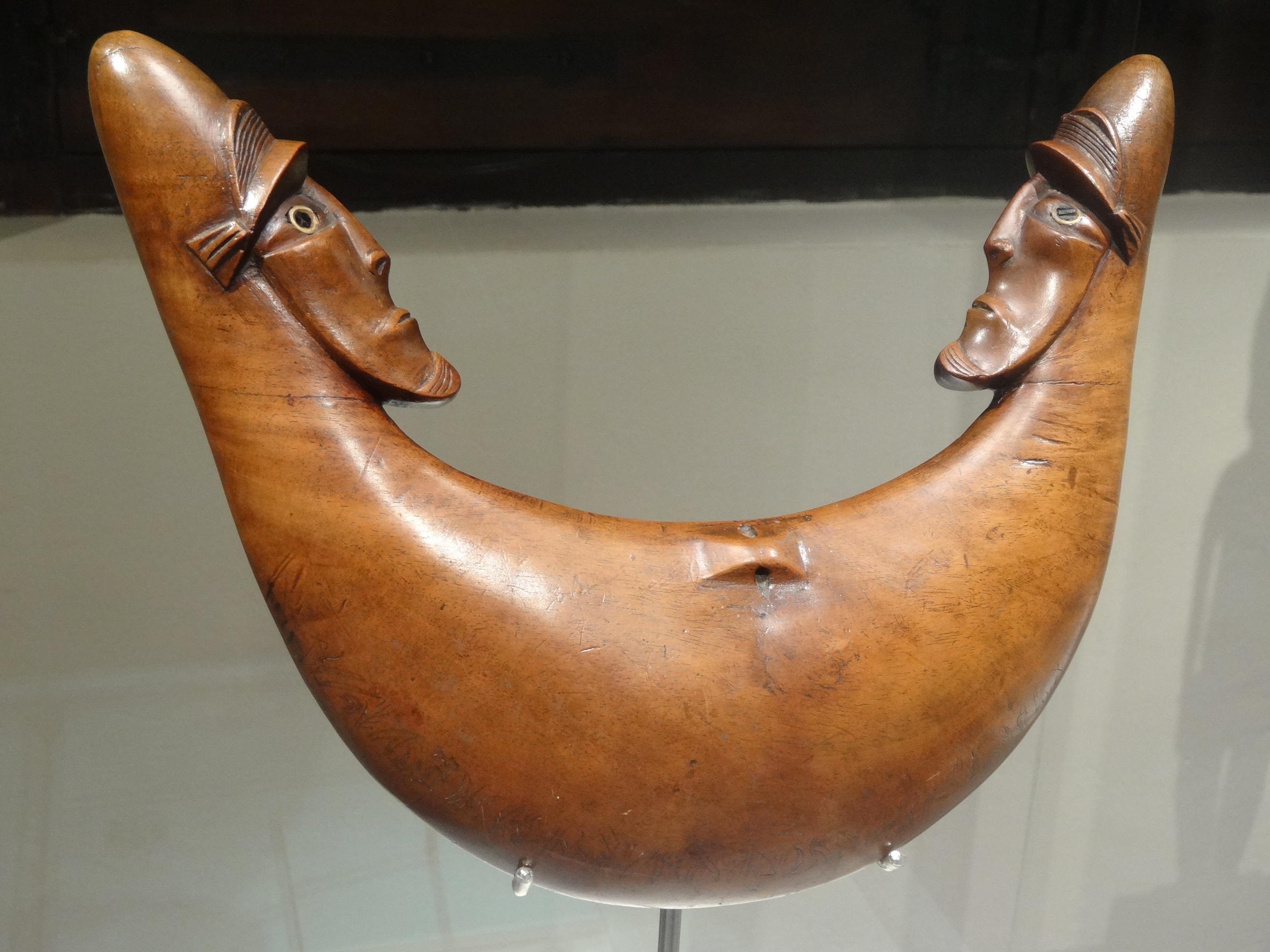
Reimiro de l'Illa de Pasqua.

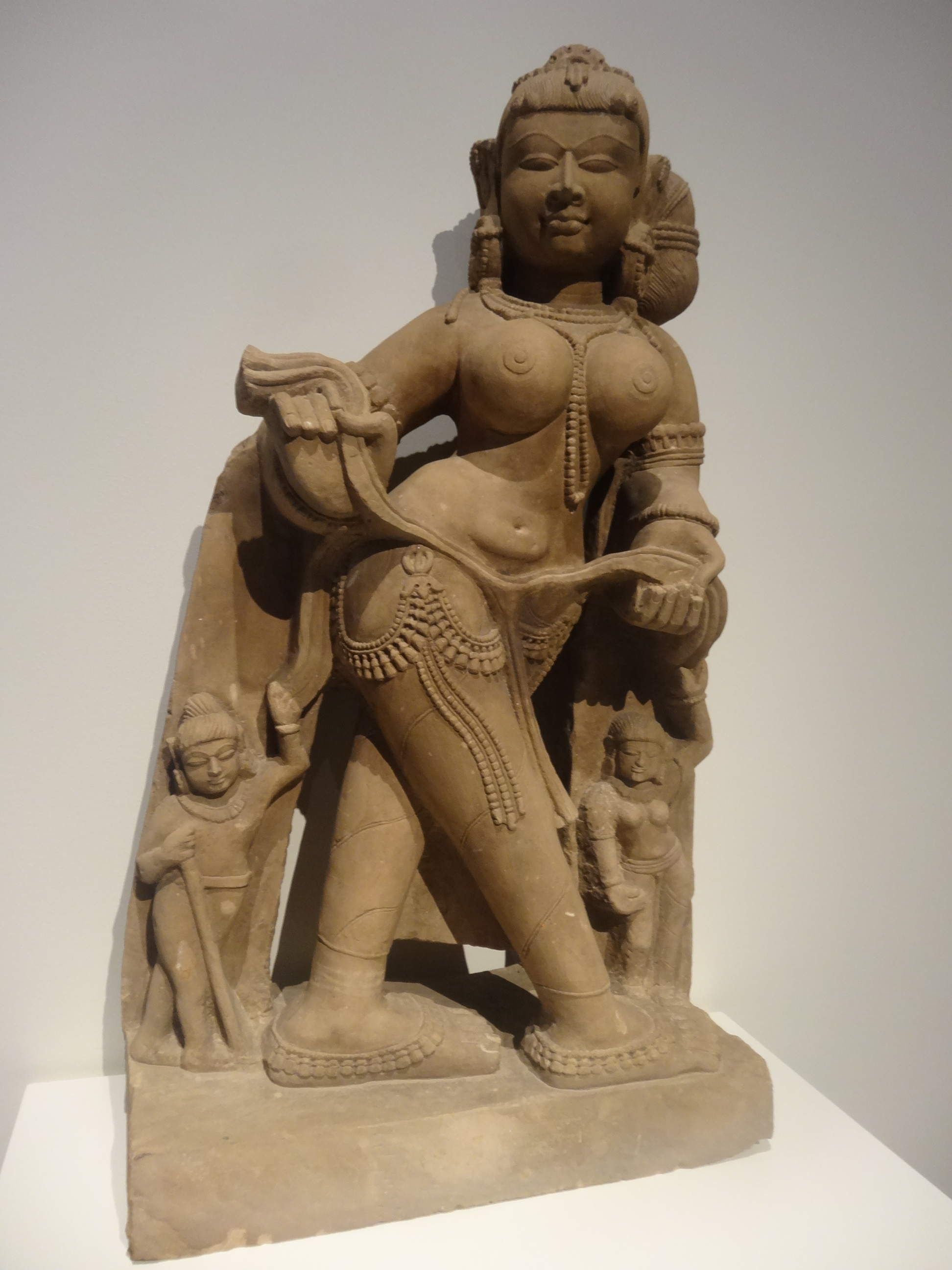
Nimfa celestial apsara de Madhya Pradesh.

L'exposició permanent pretén mostrar un recorregut per Àfrica, Oceania, Àsia i Amèrica; amb l'objectiu d'aproximar-se a altres cultures a través d'algunes de les seves formes artístiques més sobresortints. Aquest recorregut anirà acompanyat d'un seguit de recursos complementaris, de context i d'aprofundiment, per difondre el fons gràfic, fílmic i documental del Museu Etnològic de Barcelona i la Fundació Folch. Es preveu fer una exposició permanent amb 550 peces. Segons l'Ajuntament, el recorregut s'iniciarà a la planta baixa de l'edifici, amb una zona de quatre sales dedicades a comentar peces procedents de l'Àfrica. A la primera planta s'hi podran veure peces d'Oceania. A la segona es conservaran les procedents d'Amèrica i Àsia.
- Àfrica : La visita a l'exposició permanent s'iniciarà a la planta baixa amb l'àmbit dedicat a l'Àfrica, on es presentarà l'art de l'antic regne de Benín i l'art dels fang de Guinea Equatorial. La visita continuarà amb una aproximació a les arts de l'Àfrica occidental i central a través de l'estatuària cerimonial i les màscares, de tal manera que el visitant descobrirà diverses formes artístiques dels pobles dogon, ioruba, senufo, baulé, bembe, songye, bamana i pende, entre d'altres, amb l'exposició de peces tan diverses com figures reliquiari o les destinades al culte de divinitats tutelars, a la fertilitat o als esperits. L'apropament a les arts i cultures africanes clourà amb Etiòpia.[6]

- Oceania: Tot seguit, la visita continuarà a la primera planta dels palaus Nadal i del Marquès de Llo, on s'exposen les peces d'Oceania i Àsia. L'inici del recorregut a la primera planta s'iniciarà a les sales d'Oceania amb les arts de Nova Guinea i els seus entorns més immediats. Un dels eixos principals girarà a l'entorn de la Casa dels homes de l'àrea del riu Sepik, per bé que la diversitat de peces permetrà mostrar-ne altres aspectes artístics i culturals, com ara les cerimònies d'iniciació dels abelam, les cerimònies funeràries dels asmat, les màscares o, més específicament, les antigues escultures de les coves del riu Karawari. Les sales d'Oceania clouran amb una breu aproximació als rituals i la pintura sobre escorça d'Austràlia i els moais de fusta de Rapa Nui.[6]

- Àsia: La visita començarà amb dues sales dedicades a les Filipines i Indonèsia, respectivament. La primera se centrarà en les formes artístiques dels pobles que habiten les muntanyes del nord de l'illa de Luzon, per bé que sense oblidar altres grups culturals de Palawan i Mindanao. La riquesa cultural d'Indonèsia serà l'espai de transició entre Oceania i Àsia i s'hi presentarà tant l'art màgico-religiós de l'arxipèlag, a través dels batak, toraja i dayak, com la joieria a les illes Nias i Sumba. L'Índia servirà per introduir l'hinduisme i les seves arts amb representacions escultòriques de Vishnu i Shiva, des del segle V fins al segle xvi, com també altres escultures i elements arquitectònics dels segles XVII, xviii i xix. Alhora, s'oferirà una breu aproximació al jainisme i als inicis del budisme a l'Índia, per continuar amb dues sales més dedicades al Nepal i al Nuristan. L'Índia donarà igualment accés a un espai específic dedicat a l'excepcional art de Gandhara, continuant amb l'art budista indo-grec dels segles II–IV dC. El recorregut continuarà amb un espai dedicat a l'art del Tibet, la seva imatgeria i les pràctiques religioses tàntriques, i acabarà amb dues últimes sales destinades a l'expansió del budisme a Tailàndia i a Birmània, on es podran veure escultures i elements arquitectònics de diversos regnes i ciutats del sud-est asiàtic, d'Arakan a Ayutthaya. La visita a l'Àsia continuarà a la segona planta del Museu, amb un àmbit específic format per tres sales dedicades al Japó, la Xina i Corea. Així, el visitant tindrà accés als fons japonesos del Museu, des de la ceràmica del període Kofun fins a l'art de l'estampa ukiyo-e, seguit d'una aproximació a la Xina i de l'evolució específica de la ceràmica coreana, des de l'edat dels metalls fins a la dinastia Yi, de la Col·lecció Duran/Vall-llosera.[6]

- Amèrica: Constarà de 6 sales dedicades a l'Amèrica precolombina. En aquest cas, la visita s'iniciarà a Mesoamèrica, amb les figures funeràries de ceràmica procedents de tombes de Jalisco, l'Estat de Colima i Nayarit, i també amb elements de la cultura del centre de Veracruz i les màscares de Mezcala. L'espai de Mesoamèrica inclourà dos sub-àmbits més, un dedicat a la cultura maia i l'altre al joc de la pilota, mentre que la Baixa Amèrica Central quedarà representada a través d'una sala amb ceràmiques de la Gran Nicoya i del Vessant Atlàntic - Terres Altes de Costa Rica. El recorregut clourà amb una aproximació a les arts de les cultures precolombines de l'àrea andina, començant per les Venus de Valdívia del 3000–2000 aC i acabant amb l'Imperi Inca. Això permetrà descobrir la riquesa de la ceràmica de les cultures del Nazca i mochica, com també les cultures Bahia, Jama-Coaque, La Tolita, Manteña, Recuay, Chimú i Chancay, a través de la seva ceràmica i també mitjançant peces destacades d'orfebreria i tèxtils.[6]

### Exposicions complementàries

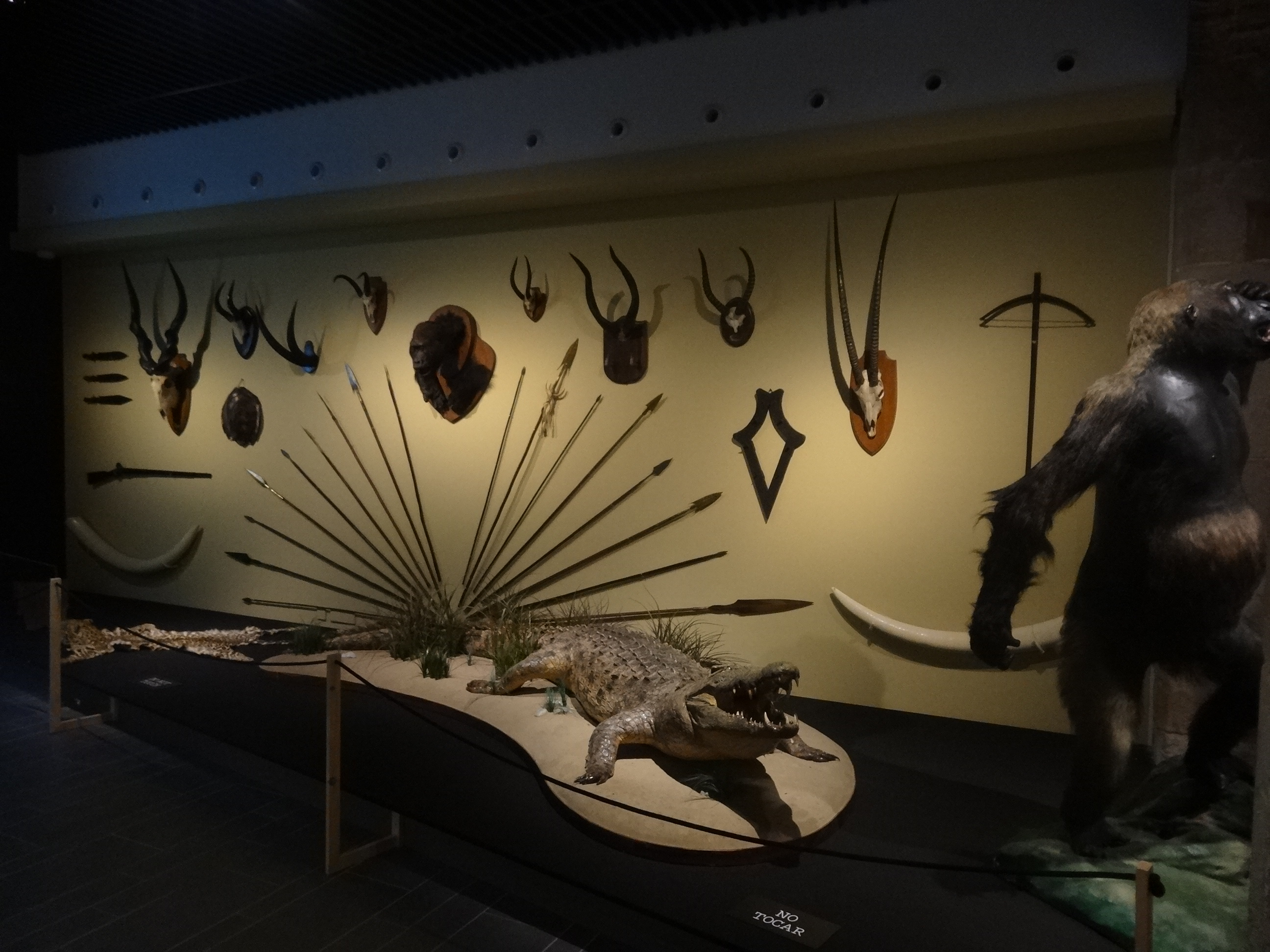
Exposició temporal Ikunde. Barcelona, metròpoli colonial. Del 10 de juny de 2016 al 5 de febrer de 2017.

Als espais de lliure accés de la planta baixa es mostraran diverses exposicions de petit format que presentaran la història de les col·leccions i el perfil humà i científic dels seus creadors, Albert Folch, August Panyella i Eudald Serra. Una altra exposició tractarà sobre el valor arquitectònic i històric dels edificis que acullen el Museu: els palaus del Marquès de Llo i Nadal. En diferents llocs de l'edifici se senyalitzaran els elements arquitectònics més destacats i rellevants. També es farà referència a la dimensió urbana i social del carrer de Montcada, com a exponent del dinamisme econòmic i social de la Barcelona medieval, però també de la moderna i contemporània. Per acabar i també als espais de lliure accés es presentaran exposicions de curta durada i de petit format per destacar alguna peça en especial o per establir diàlegs entre peces de les col·leccions del Museu i peces d'altres museus.

## Exposicions temporals
El 10 de juny de 2015 va inaugurar la seva primera exposició temporal, amb el títol d'Escriptures. Símbols, paraules, poders., comissariada pel Dr. Miguel Peyró, especialista en lingüística, i proposava un ampli recorregut a través de les cultures del món per presentar les varietats, els usos i els múltiples desenvolupaments d'aquest mitjà de comunicació.
Posteriorment a la integració amb el Museu Etnològic i de Cultures del Món, s'han realitzat exposicions crítiques amb el colonialisme, com 'Ikunde, Barcelona, metròpoli colonial' (2016), una exposició que indaga en un passat fosc de Barcelona, quan el 1959 l'ajuntament va instal·lar un centre a prop de Bata, capital econòmica de Guinea Equatorial, que durant una dècada va proveir els fons zoològics, arqueològics i botànics a la capital catalana. Eren temps en què diverses empreses catalanes es van enriquir amb les explotacions de cacau i de cafè de l'en aquells dies colònia espanyola. Una altra exposició en aquesta línia ha estat Ifni, la mili dels catalans a l'Àfrica (2018), que vol explorar la situació d'aquells joves catalans que foren soldats de lleva destinats a Ifni. Prenent com a eix la memòria dels antics veterans catalans i les seves històries de la mili a l'Àfrica, l'exposició 'Ifni' ens convida a endinsar-nos dins d'uns relats personals travessats per la rancúnia i la nostàlgia, testimonis que han estat ocults durant molts anys, potser perquè paren atenció sobre un passat incòmode.

## Polèmica
Diverses veus de l'àmbit de la cultura han expressat la seva disconformitat amb el projecte del Museu de les Cultures del Món. L'antropòleg especialista en patrimoni cultural i turisme Llorenç Prats va dirigir una carta al diari ARA que recull una part d'aquestes crítiques des de la perspectiva antropològica. En una entrevista de 2013, Pepe Serra, l'actual director del Museu Nacional d'Art de Catalunya, també va expressar els seus dubtes sobre el projecte.